# Museo Nicéphore Niepce
Il Museo Nicéphore Niepce è un museo fotografico sito a Chalon-sur-Saône ed è dedicato all'inventore della fotografia Joseph Nicéphore Niépce (1765-1833).

## Storia e descrizione
Il museo è stato fondato nel 1972 in un edificio sulle rive della Saona che un tempo era un ufficio per la concessione di carrozze e diligenze.
Possiede una vasta collezione di fotografie, quasi tre milioni, del XIX e XX secolo, ed un milione di negativi della collezione Combier; 6 000 fotocamere tra le quali le prime cinque prodotte al mondo, oltre a migliaia di volumi sulla fotografia anche contemporanea.
Il Museo fu diretto da Paul Jay dalla sua creazione fino al 1996 a cui succedette François Cheval fino al 2016. Dopo tale data il Museo non ebbe direttori per diciotto mesi fino alla nomina di Brigitte Maurice-Chabard nel 2018 che ha assunto la direzione contemporaneamente anche del Museo Vivant-Denon.

## Galleria d'immagini

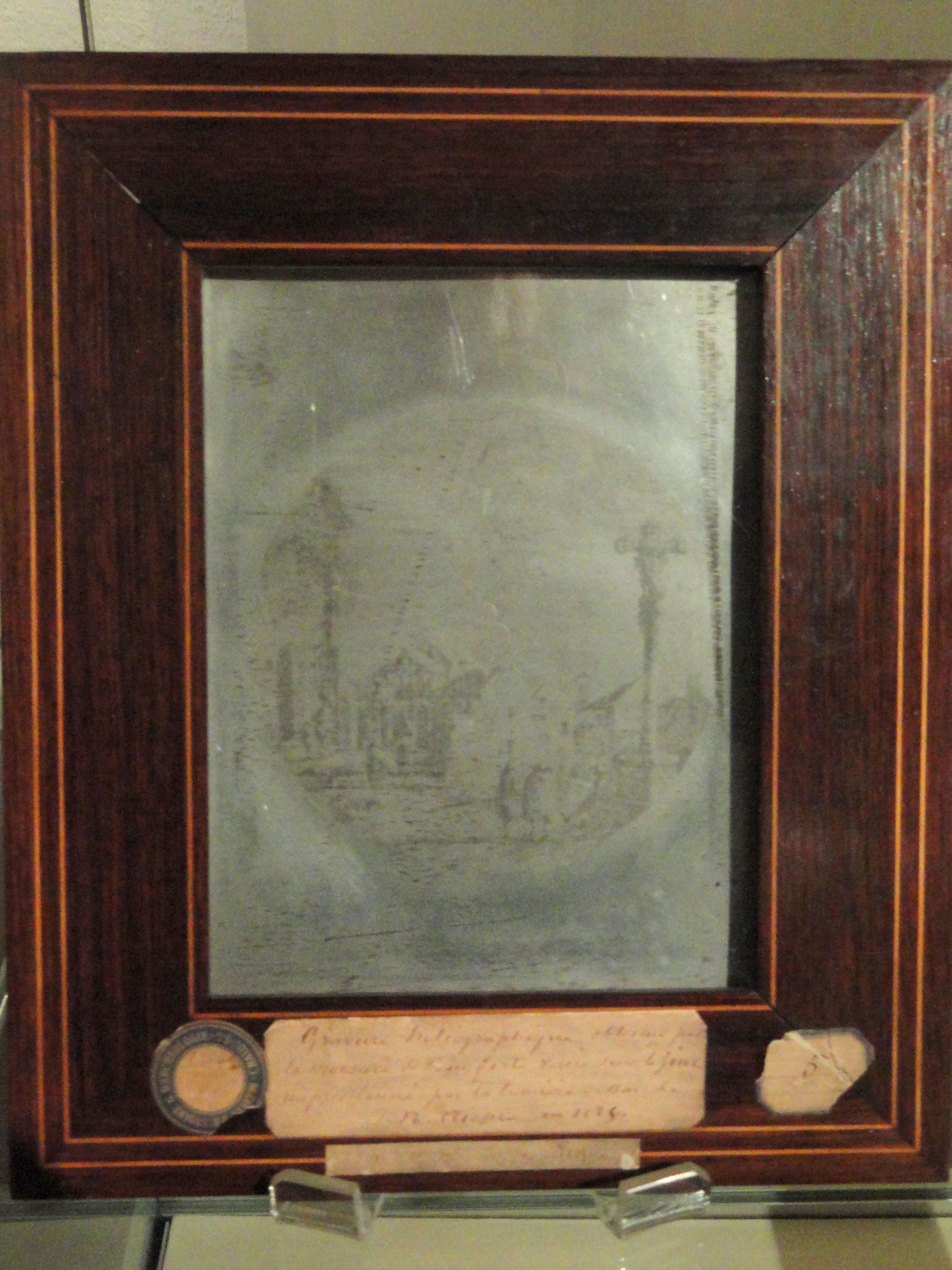
Eliografia su zinco, 1825
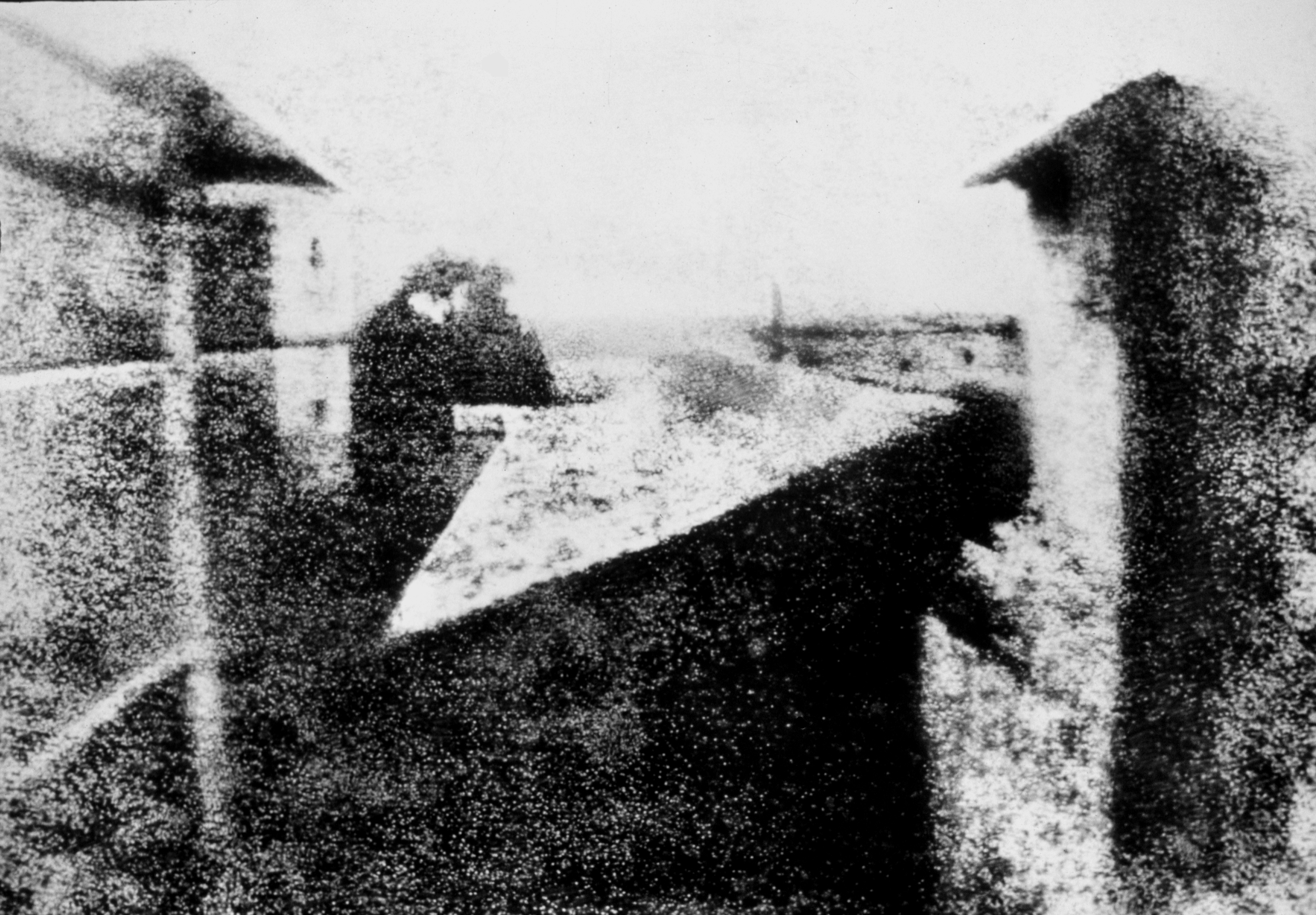
Vista dalla finestra a Le Gras, prima foto della storia della fotografia, 1826
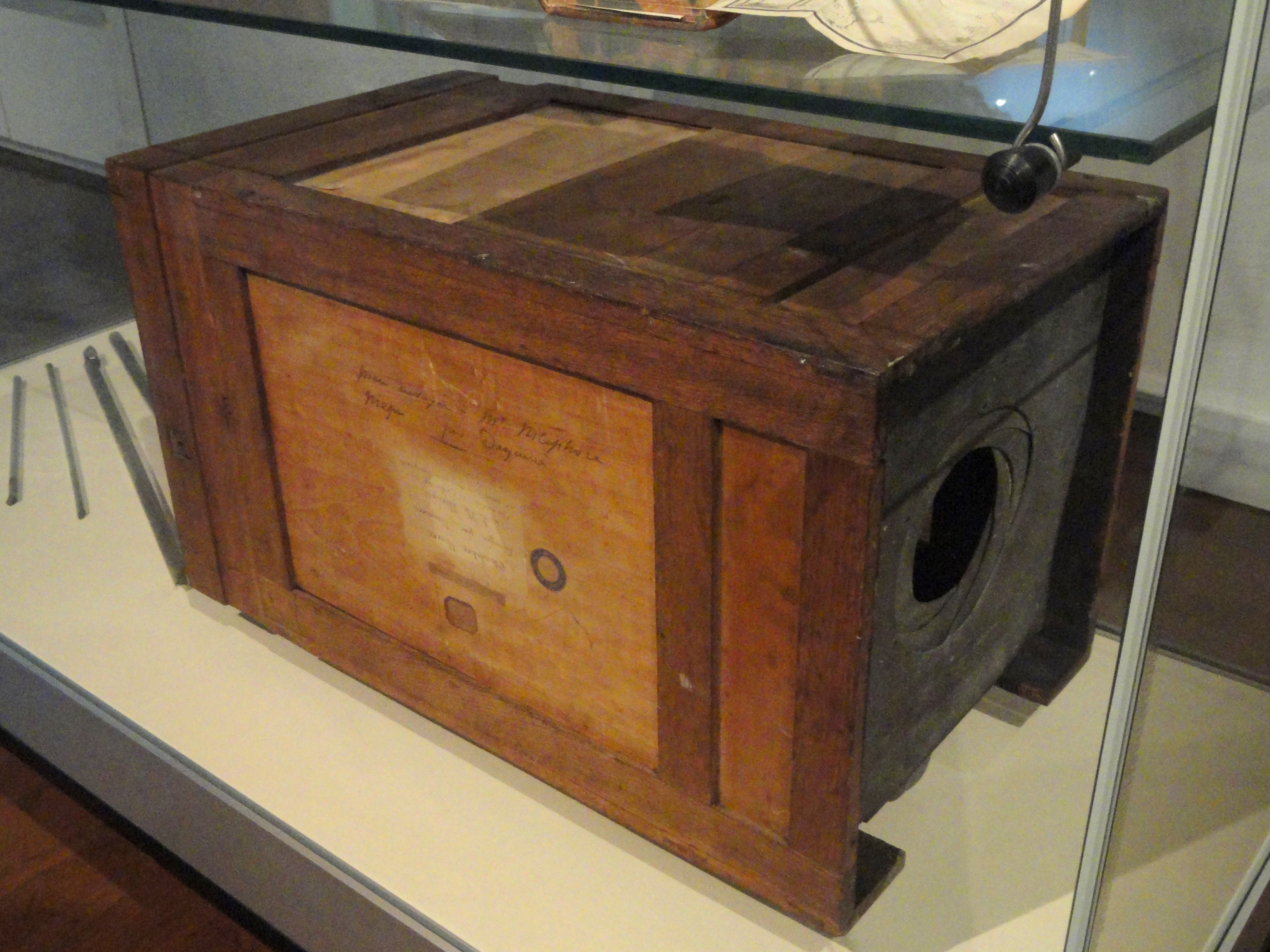
Macchina fotografica donata a Niépce da Daguerre, 1829
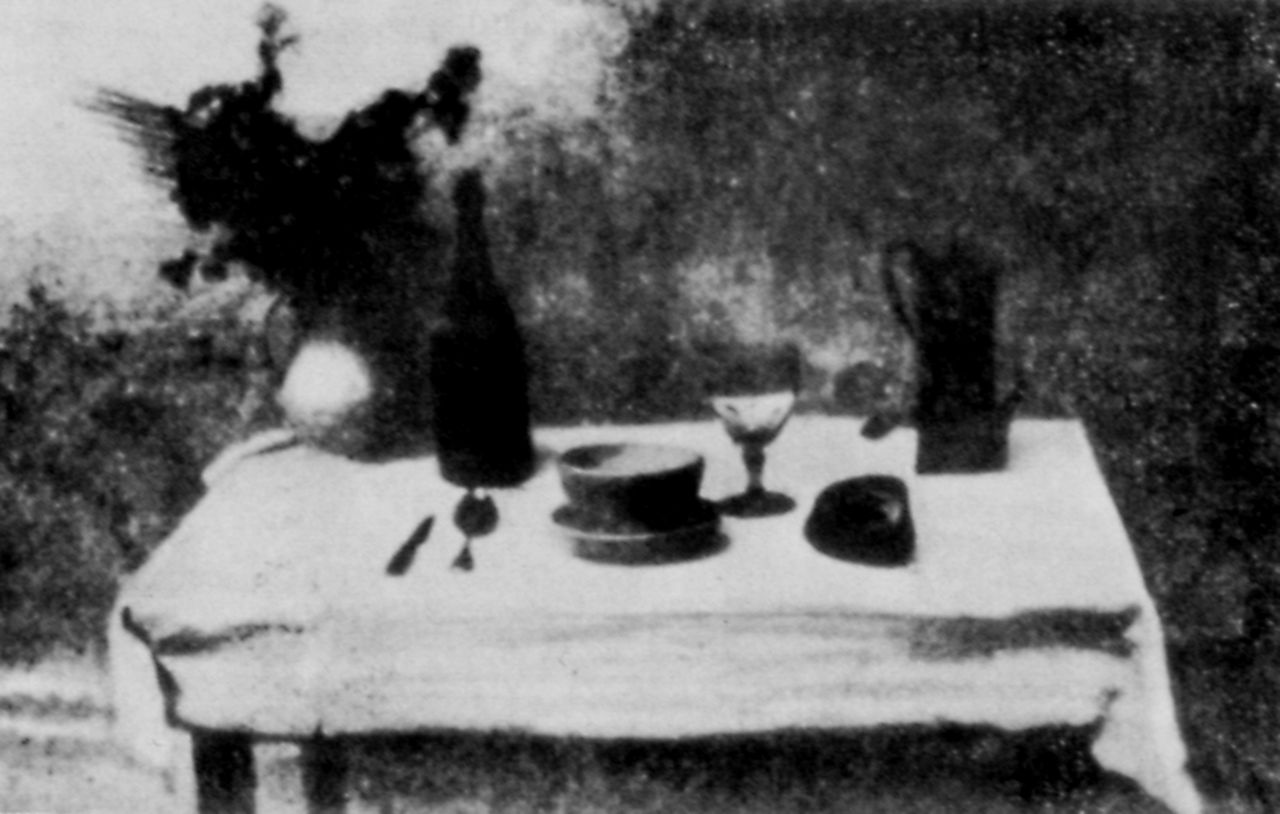
Tavola apparecchiata, 1929 circa
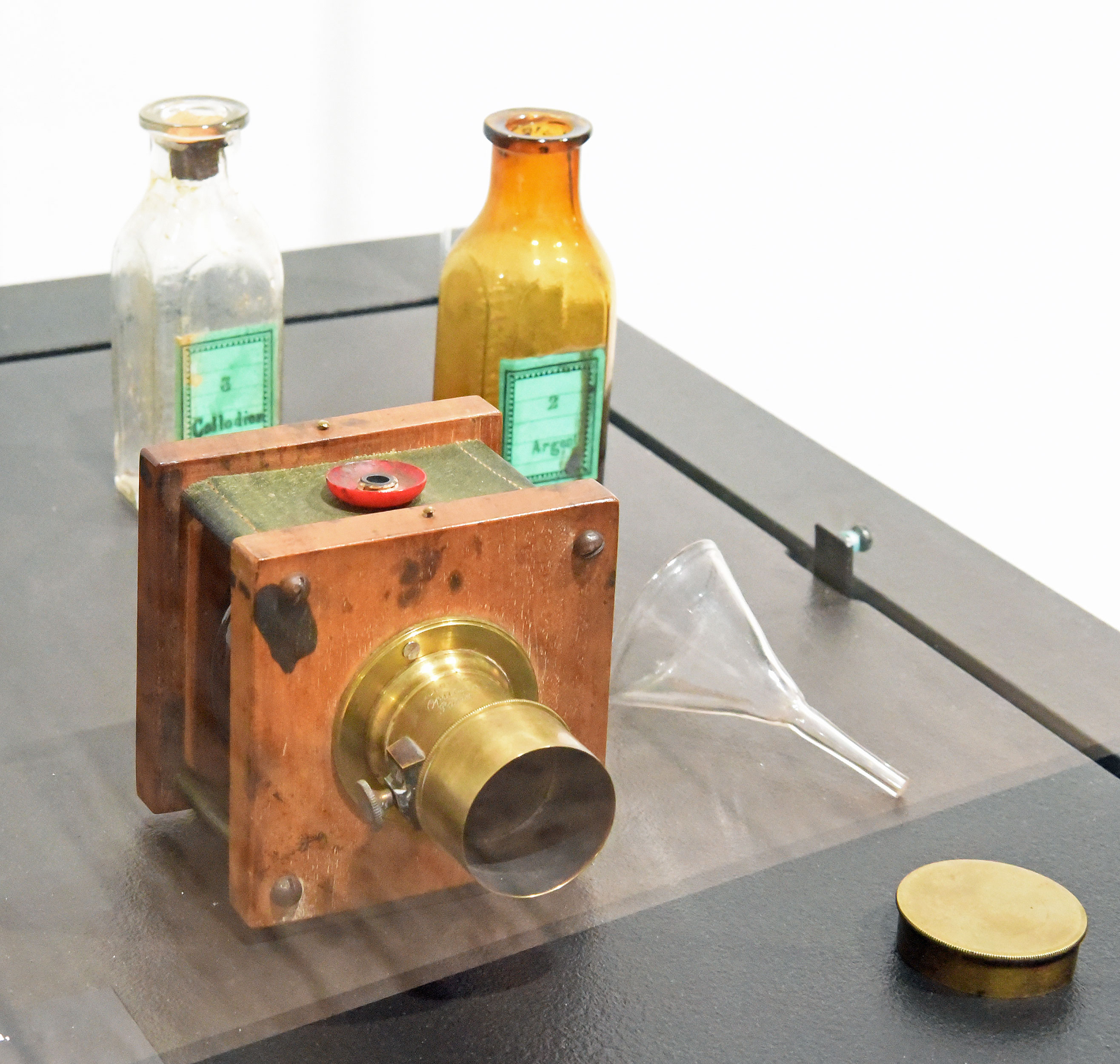
Fotocamera "tascabile" Dubroni, 1864 circa
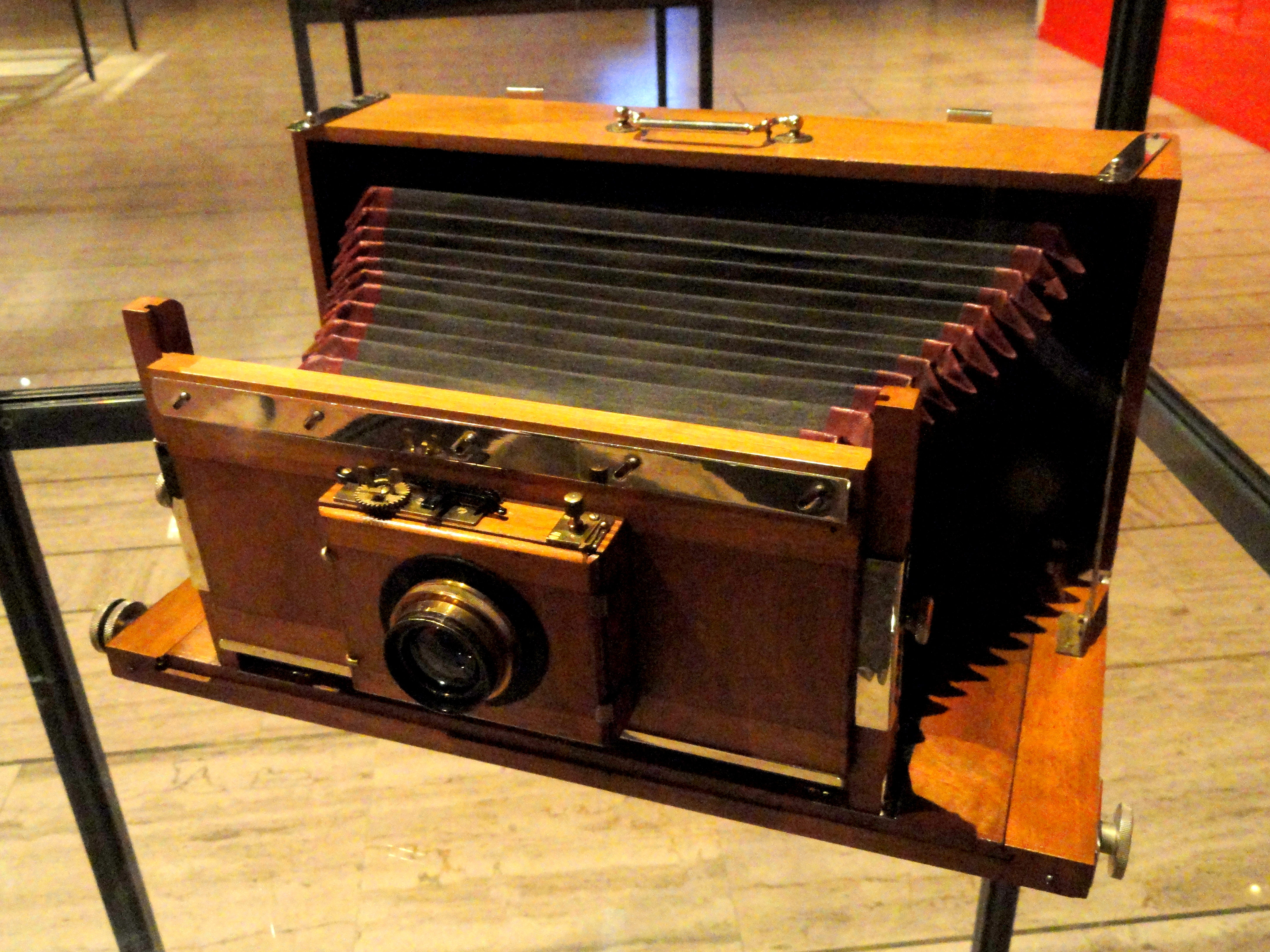
Fotocamera panoramica usata in Costa Azzurra, 1920
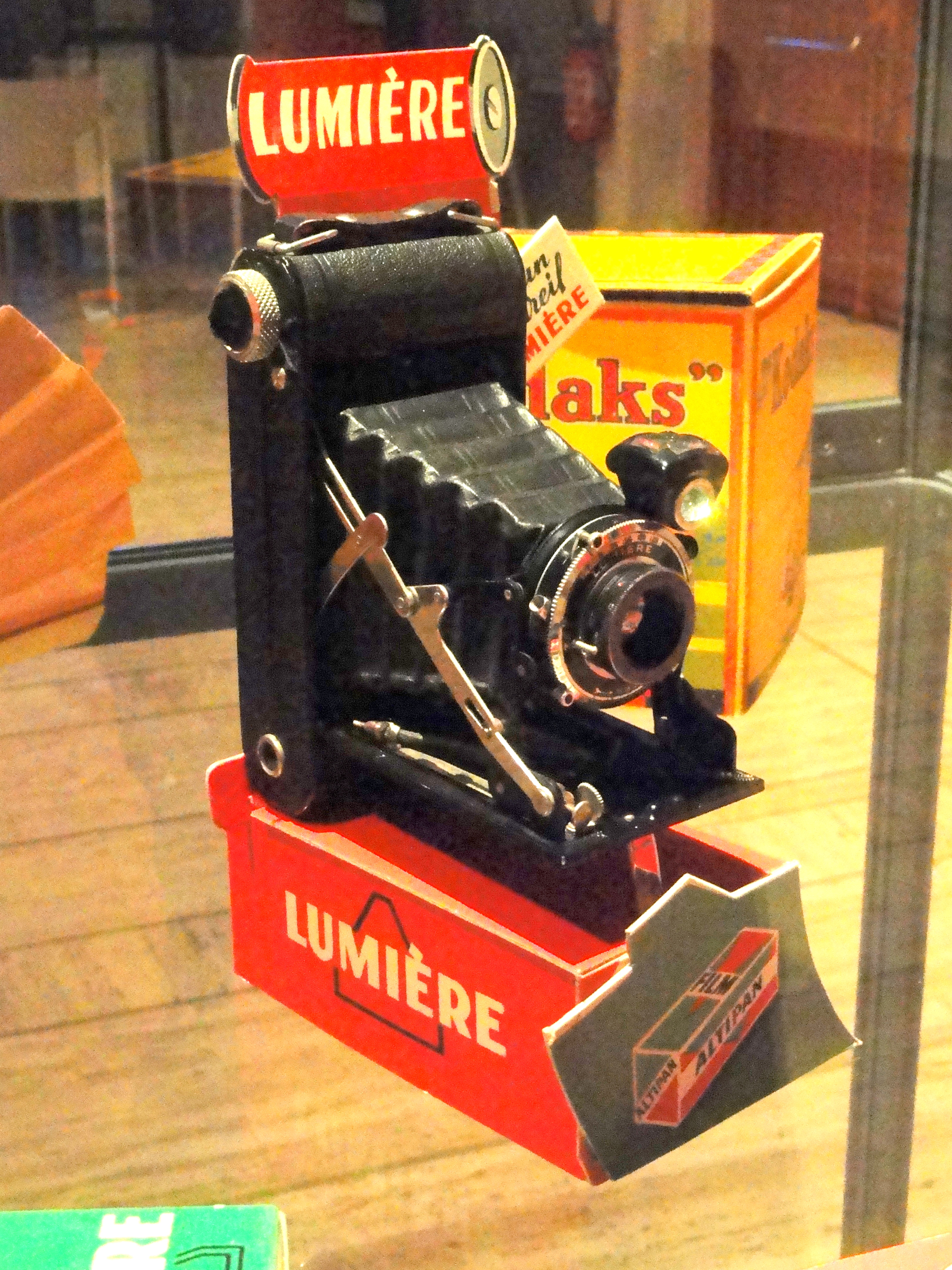
Fotocamera Lumiere degli anni '40
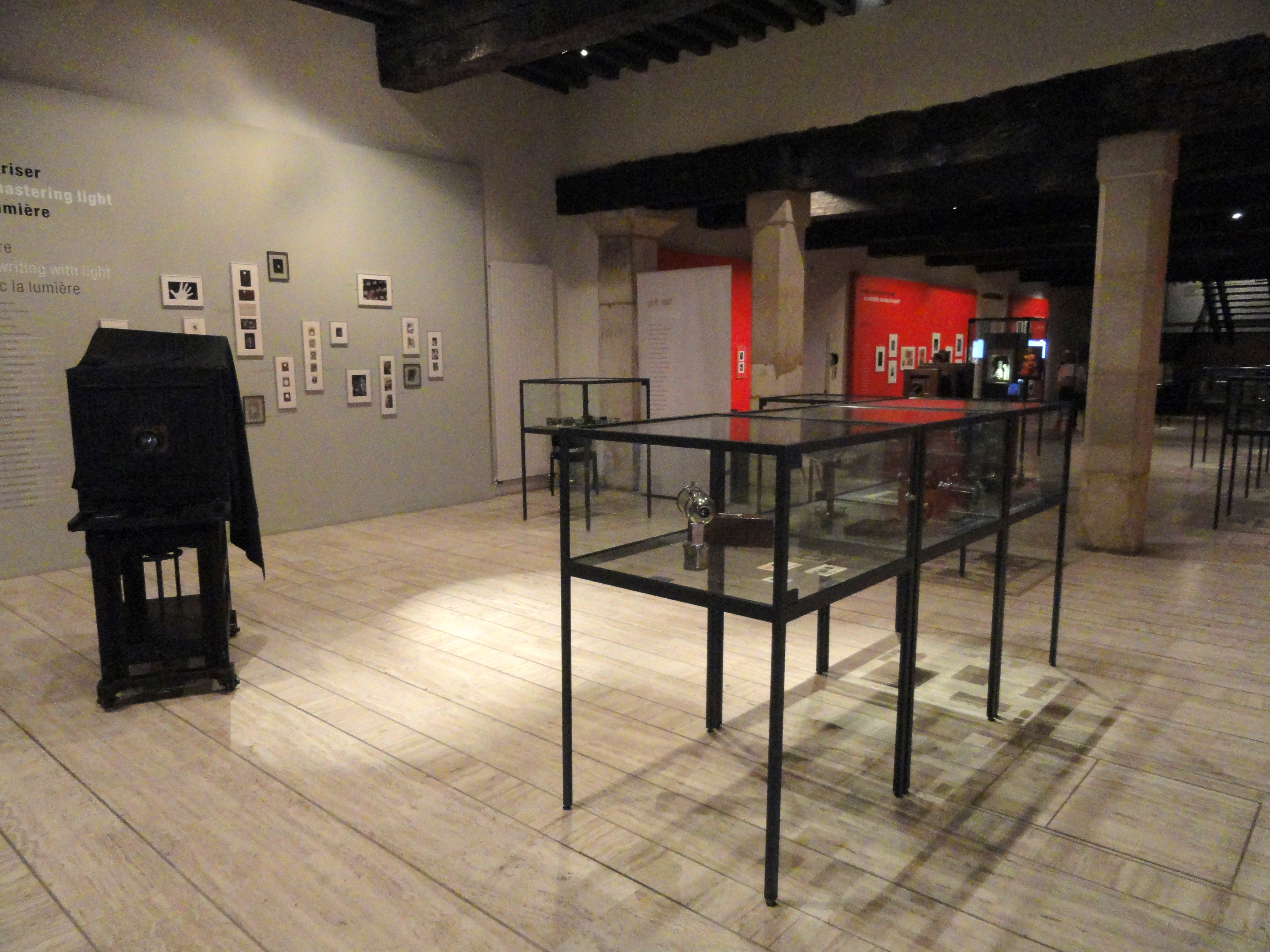
Interno del Museo, 2011
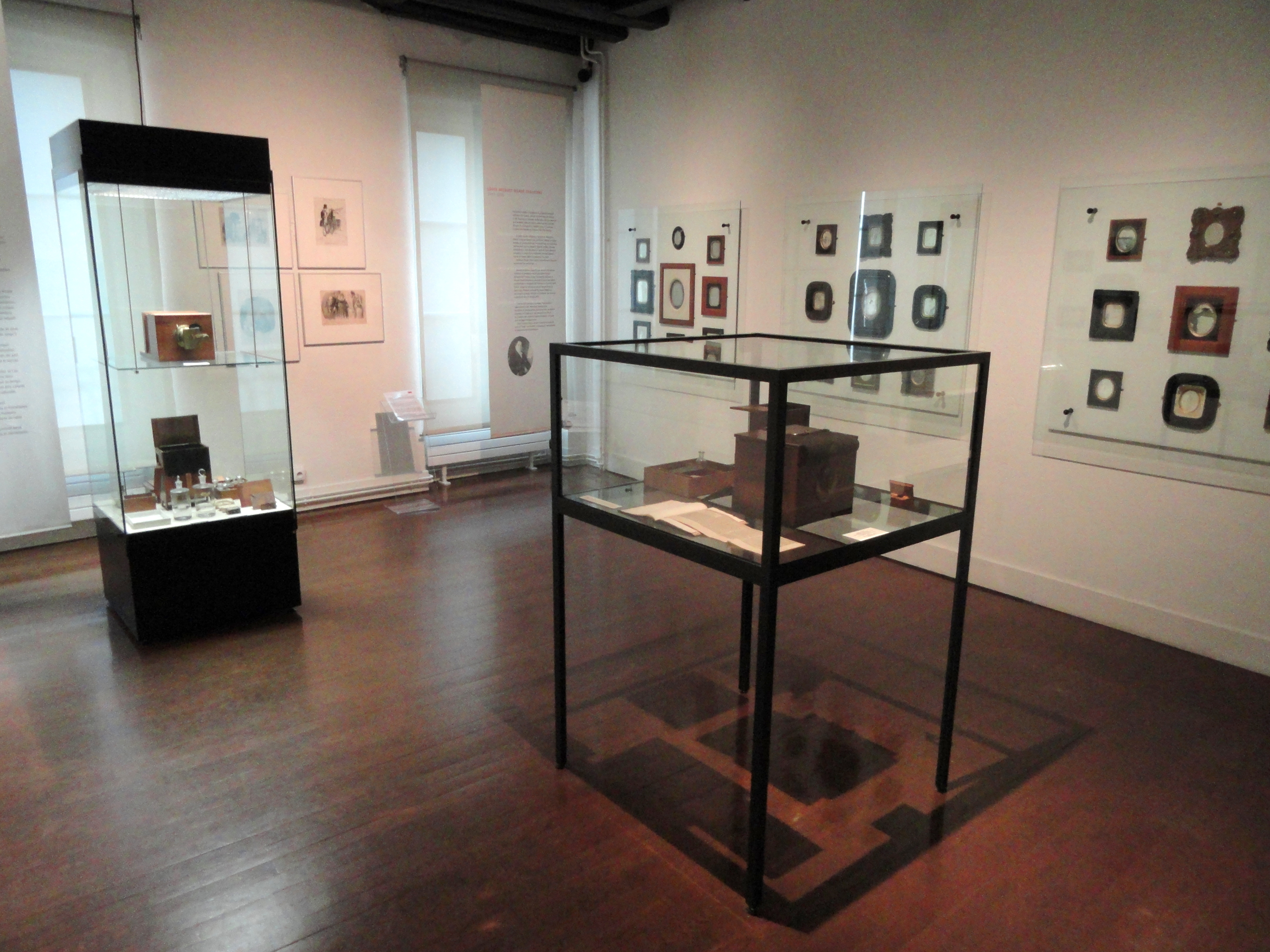
Interno del Museo, 2011
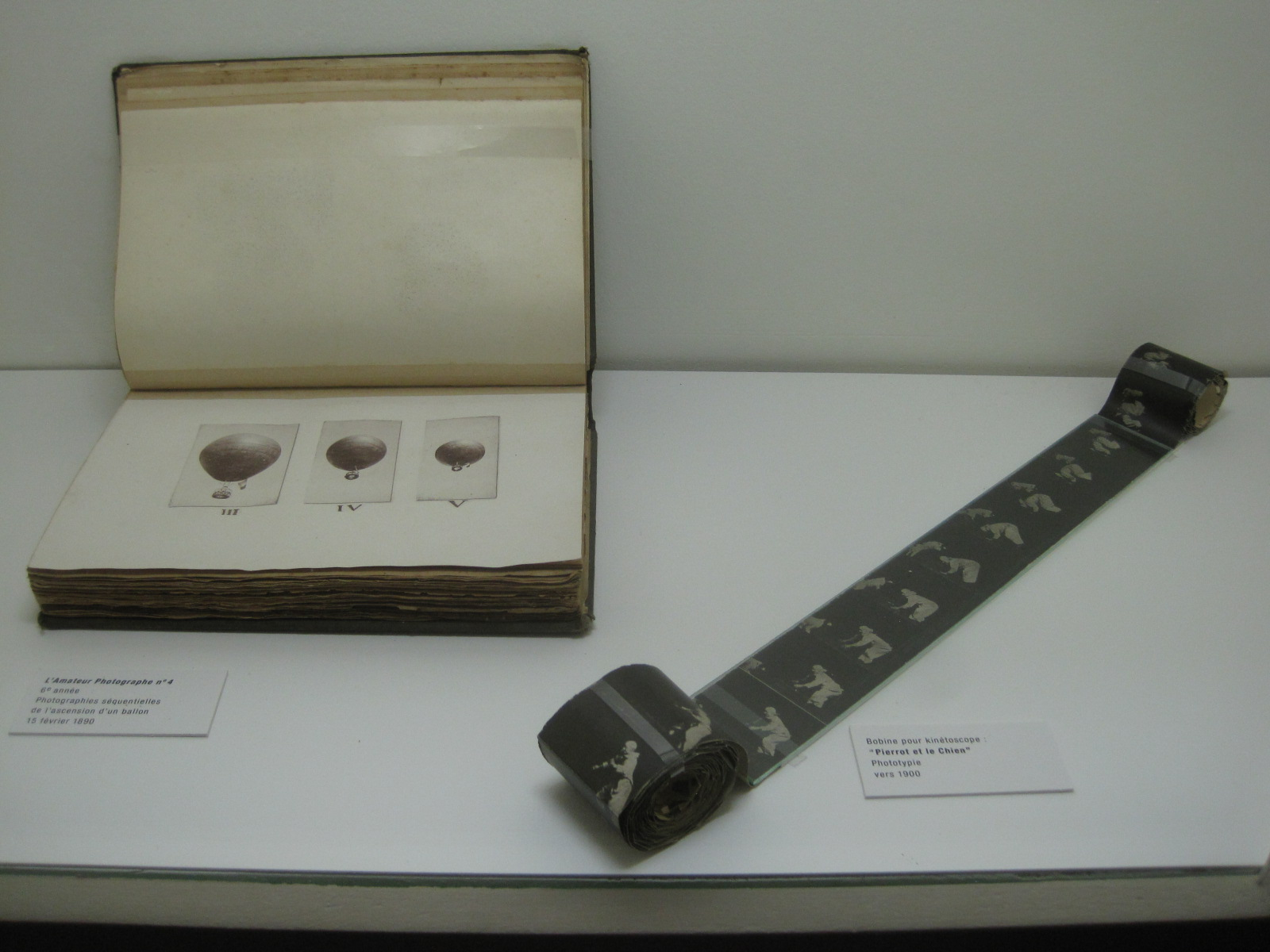
Interno del Museo, 2014
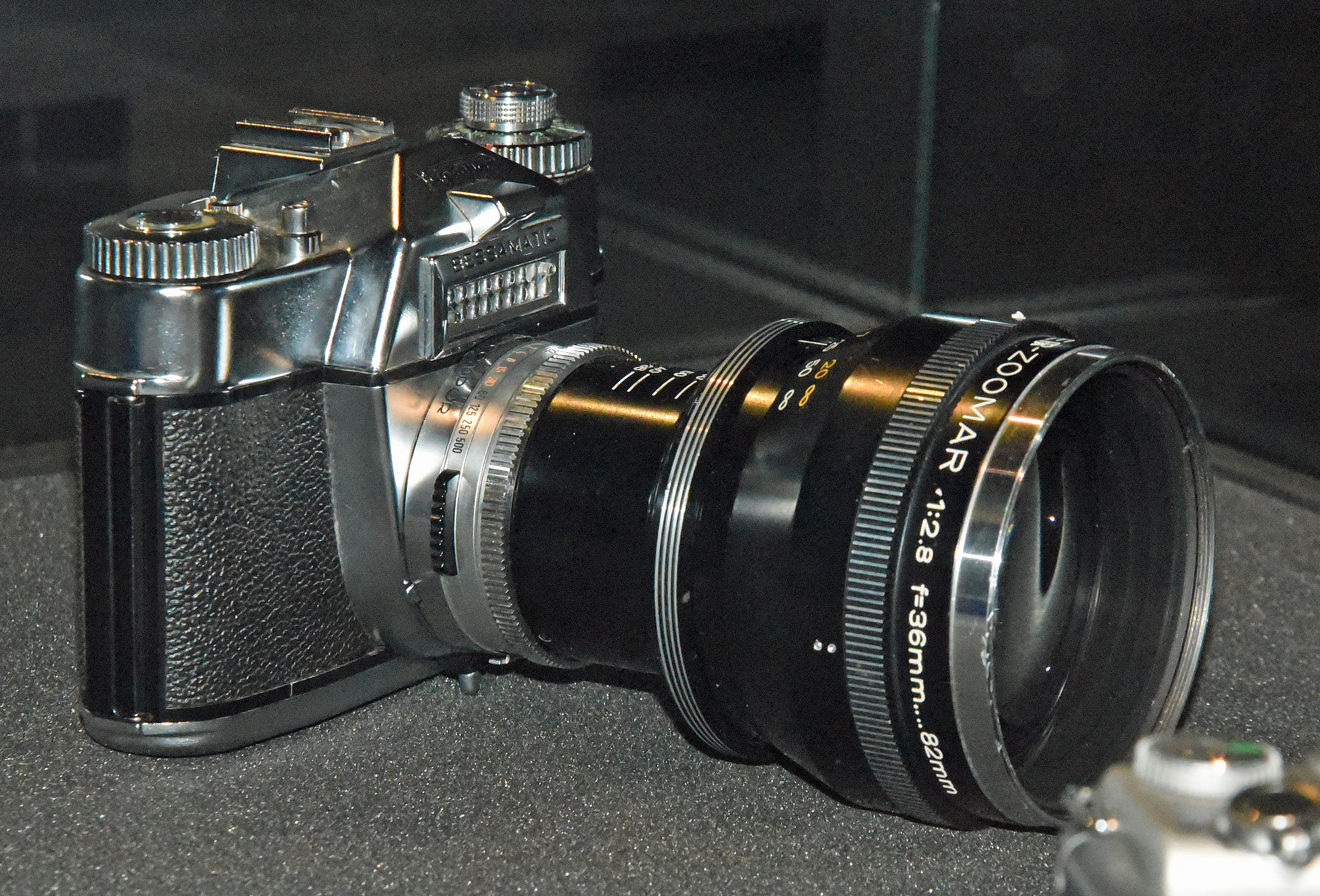
Voigtlander Bessamatic con Zoomar, 1960 circa
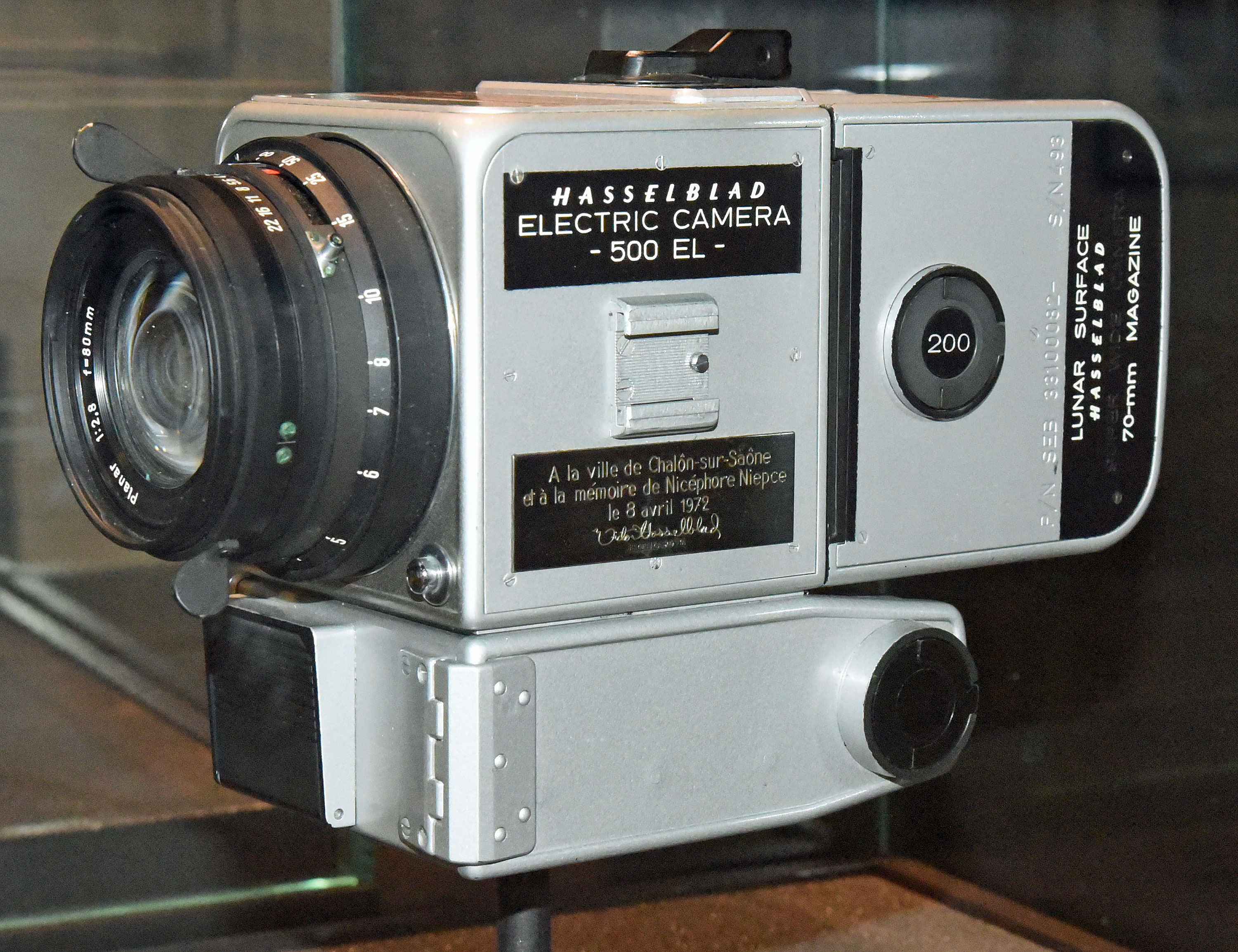
Hasselblad 500 EL modificata usata per fotografare la superficie lunare nel 1969, nella foto di Bertrand Labévue, 2022